# Indagrara
Indagrara Prodcom Arad este o companie producătoare de băuturi alcoolice din România.
A fost privatizată în anul 1997 iar proprietarul firmei este Ioan Mihăilă.
În octombrie 2004, Indagrara a cumpărat firma Spumante Silvania din județul Sălaj - ultimul jucător independent din această industrie - pentru aproximativ 500.000 de euro.
Cifra de afaceri în 2002: 5 milioane dolari